# حفل توزيع جوائز الأوسكار الرابع والخمسون
حفل توزيع جوائز الأوسكار الرابع والخمسون (بالإنجليزية: 54th Academy Awards)‏ هو حدث نظمته أكاديمية فنون وعلوم الصور المتحركة لتكريم أفضل الأفلام لسنة 1981. أقيم الحفل بتاريخ 29 مارس، 1982 في جناح دوروثي تشاندلر، لوس أنجلوس. قامت شبكة هيئة الإذاعة الأمريكية ببثّ الحفل، وقدّمه جوني كارسون. في هذه الدورة، فاز فيلم عربات النار بجائزة أفضل فيلم، وحاز الممثّل هنري فوندا على جائزة أفضل ممثّل، ونالت الممثلة كاثرين هيبورن جائزة أفضل ممثّلةٍ، وكانت جائزة الأوسكار لأفضل مخرج من نصيب المخرج وارن بيتي.
أكثر الأفلام ترشيحاً للحصول على جوائز كان فيلم ريدز حيث تلقّى 12 ترشيحاً، بينما أكثرها فوزاً كان فيلم عربات النار وسارقو التابوت الضائع حيث فاز بـ 4 جوائز.

## الجوائز
- جائزة أفضل فيلم:

عربات النار
- جائزة أفضل مخرج:

وارن بيتي
- جائزة أفضل ممثّل:

هنري فوندا
- جائزة أفضل ممثّلة:

كاثرين هيبورن
- جائزة أفضل ممثّل مساعد:

جون غيلغد
- جائزة أفضل ممثّلة مساعدة:

مورين ستيبلتون
- جائزة أفضل سيناريو مقتبس:

على البركة الذهبية
- جائزة أفضل موسيقى تصويريّة:

عربات النار - فانجيليس
- جائزة أفضل تأثيرات بصريّة:

سارقو التابوت الضائع
- جائزة أفضل خلط أصوات:

سارقو التابوت الضائع

## وصلات خارجية
- حفل توزيع جوائز الأوسكار الرابع والخمسون على موقع IMDb (الإنجليزية)
- حفل توزيع جوائز الأوسكار الرابع والخمسون على موقع ميوزك برينز (الإنجليزية)
- الموقع الرسمي لجوائز الأكاديمية.
- الموقع الرسمي لأكاديمية فنون وعلوم الصور المتحركة.
- قناة جوائز الأوسكار على موقع يوتيوب (تُديره أكاديمية فنون وعلوم الصور المتحركة).
- مقتطفات فيديو من أكاديمية فنون وعلوم الصور المتحركة.